# Эмиссионный бюджет СО2
Эмиссионный бюджет СО2 — допустимая суммарная антропогенная эмиссия углекислого газа за установленный период времени, определяемая исходя из целевого уровня глобального потепления в конце периода.

## Происхождение понятия
Термин «эмиссионный бюджет» применительно к СО2 стал употребляться в связи с определением возможных сценариев изменения климата.
Углекислый газ является самым сильным по воздействию на климат неконденсируемым парниковым газом, его концентрация в атмосфере быстро растёт. В отличие от некоторых других парниковых газов (например, метана), для углекислого газа не существует сравнимых по эффективности механизмов удаления из атмосферы, он является «долго живущим». По современным научным оценкам даже после полного прекращения антропогенной эмиссии избыточный углекислый газ будет оставаться в атмосфере в течение периода времени около тысячи лет. Возможность в отдалённом будущем «негативной эмиссии», то есть извлечения углекислоты из атмосферы является крайне проблематичной. В связи с этим для предотвращения катастрофической дестабилизации климата необходимо ограничить суммарное (накопленное) количество СО2 в атмосфере. Заданной в расчётах величине будущего потепления в градусах С соответствует определённое количество гигатонн СО2, которое может быть добавлено в атмосферу. Применительно к определению возможных сценариев будущего речь идёт о распределении этого количества по годам, что и подразумевает термин «бюджет», употребляемый по аналогии с финансовым планированием.

## Количественные оценки
Исходной величиной для определения эмиссионного бюджета СО2 является уровень глобального потепления, который может быть признан приемлемым. Ограничение глобального потепления величиной 2 °C является наиболее общепризнанной целью на международных переговорах по изменению климата. Её поддержали 140 государств. Ряд ученых признают эту цель недостаточной.
Был предпринят ряд исследований, ставящих целью определить бюджет СО2, соответствующий потеплению 2 °C. Они отличаются временными рамками, статистическими методами и наборами факторов, принимаемых в расчёт,
Аллен и др. в своем исследовании рассматривают суммарную эмиссию 3670 Гт СО2 (эквивалент 1000 Гт углерода) за период 1750—2500 г., по их оценке она вызовет глобальное потепление с наиболее вероятной величиной 2°С.
Вашингтон, Натти и др. в апреле 2009 года опубликовали исследование, в котором оценивается эмиссия для достижения порогового уровня потепления 2°С к 2100 году. Согласно их результатам, эмиссионный бюджет при этом составит 1300—1400 Гт СО2.
Комитет по изменению климата Великобритании в 2008 году предложил глобальный сценарий снижения эмиссии СО2 с целью ограничить потепление величиной 2°С (с вероятностью 0,5), а вероятность превышения 4°С не должна быть более 0,01. Эмиссионный бюджет до 2050 года при этом должен составить 2000 Гт.
Джеймс Хансен в работе «Цель для уровня атмосферного СО2: к чему должно стремиться человечество» оценивает эмиссионный бюджет до 2050 года величиной 750 Гт.
Мейнсхаузен и др. в работе 2009 года «Цели в отношении эмиссии парниковых газов для ограничения уровня глобального потепления величиной 2 °C» впервые оценивают бюджет эмиссии в терминах вероятности, с учётом остающихся неопределённостей в реакции климата на повышенный уровень СО2, а также неопределённостей в стабильности углерода в наземных и морских «хранилищах». По их оценке, при суммарной эмиссии 1000 гигатонн СО2 за период 2000—2050 годов, вероятность непревышения порога потепления 2 °C составит около 0,75. (что соответствует применению термина «вероятно» в докладах МГЭИК). В 2000—2009 годах около 350 гигатонн уже было выброшено в атмосферу, оставляя 650 гигатонн на 2010—2050 годы. При сохранении нынешних темпов выбросов этот бюджет будет израсходован к 2030 году. Для этого достаточно сжигания менее одной четверти доступных запасов ископаемого топлива.
Инициатива по отслеживанию углерода в своем анализе, выполненном в 2013 году, использует ту же модель MAGICC6, что и Мейнсхаузен и др. 2009, но исходит из других граничных условий:
более высокий уровень аэрозолей в атмосфере компенсирует часть эффекта потепления от СО2,
большее снижение эмиссии других парниковых газов позволяет увеличить долю эмиссии СО2. При таких допущениях эмиссия СО2 с 2013 по 2049 год для ограничения потепления величиной 2° С с вероятностью 0,8 должна составить 900 Гт СО2. При массовом использовании технологии связывания и хранения углерода эта величина может быль увеличена ещё не более чем на 12-14 %.
Пятый оценочный доклад МГЭИК содержит значения допустимой эмиссии для различных пределов потепления и вероятностей удержания потепления в этих пределах:
| Предел/вероятность | < 1,5 °C | < 2 °C | < 3 °C |
| ------------------ | -------- | ------ | ------ |
| 0,66               | 400      | 1000   | 2400   |
| 0,50               | 550      | 1300   | 2800   |
| 0,33               | 850      | 1500   | 3250   |

Из этих данных нетрудно определить время, остающееся до исчерпания глобального эмиссионного бюджета при сохранении нынешних темпов его расходования:
| Предел/вероятность | < 1,5 °C | < 2 °C | < 3 °C |
| ------------------ | -------- | ------ | ------ |
| 0,66               | 6,0      | 20,9   | 55,7   |
| 0,50               | 9,8      | 28,4   | 65,6   |
| 0,33               | 17,2     | 33,3   | 76,8   |

## Практическое применение
Единственной страной, установившей национальный бюджет эмиссии СО2, является Великобритания. Это делается для достижения законодательно установленной цели снижения национальной эмиссии к 2050 г. на 80 % по сравнению с 1990 г. Бюджет принимается на пятилетний период.
Несмотря на критику со стороны экологических НГО и учёных, страны-участники международных переговоров по изменению климата до настоящего времени избегают применения бюджетного подхода для определения своих обязательств в отношении эмиссии СО2. Существует разрыв между обязательствами, которые готовы обсуждать участники международных переговоров, и сокращением эмиссии, необходимым по современным научным данным. Согласно решениям, принятым в Дурбане, никакое обязывающее климатическое соглашение не будет действовать до 2020 года, несмотря на широко признанную необходимость к этому сроку не только предпринять значимые усилия по сокращению эмиссии, но и достичь глобального пика выбросов. При ограниченном суммарном бюджете эмиссии любая задержка в достижении её пика резко увеличивает необходимую быстроту и глубину будущих сокращений, с риском сделать их политически и технически неисполнимыми. Согласно некоторым исследованиям, ограничение потепления величиной 2 °C (характеризующей опасное изменение климата) уже невозможно без прекращения экономического роста в развитых странах, и единственной возможностью достижения этой цели является переход к стратегии антироста.